# Accord de libre-échange entre le Sri Lanka et le Pakistan
L'accord de libre-échange entre le Sri Lanka et le Pakistan est un accord de libre-échange signé en juillet 2002 et entré en application le 12 juin 2005. L'accord inclut des suppressions de droits de douane notamment sur des produits agricoles. 
En 2016, l'accord a fait l'objet un amendement pour permettre la création de participations croisées et de coentreprises pour les entreprises en provenance de l'autre pays